# Ligia italica
Ligia italica is een pissebed uit de familie Ligiidae. De wetenschappelijke naam van de soort is voor het eerst geldig gepubliceerd in 1798 door Johann Christian Fabricius.
Deze soort komt algemeen voor aan de kusten van de Middellandse Zee.